# Richard Mohun
Richard Dorsey Loraine Mohun (1865 – 13 iulie 1915) a fost un explorator și mercenar american.  Mohun a lucrat pentru guvernul SUA ca agent comercial în Angola și Statul Independent Congo.

## Biliografie
- Barrett-Gaines, Kathryn (1997), „Travel Writing, Experiences, and Silences: What Is Left out of European Travelers' Accounts: The Case of Richard D. Mohun”, History in Africa, 24: pp. 53–70, doi:10.2307/3172018
- Benedetto, Robert; Vass, Winifred K (1996), Presbyterian Reformers in Central Africa: A Documentary Account of the American Presbyterian Congo Mission and the Human Rights Struggle in the Congo, 1890-1918, Leiden: Brill, ISBN 9004102396, OCLC 243844578
- Dennis, Reverend James Shepard (1897), Christian missions and social progress : a sociological study of foreign missions, 1, Fleming H. Revell Company
- Duignan, Peter; Gann, L H (1987), The United States and Africa: A History, Cambridge: Cambridge University Press, ISBN 978-0521335713
- Grogan, Ewart S (august 1900), „Through Africa from the Cape to Cairo”, The Geographical Journal, 16 (2): pp. 164–183, doi:10.2307/1774555